# Власов, Борис Васильевич
Бори́с Васи́льевич Вла́сов (4 июня 1932, Тошнур, Сернурский район, Марийская автономная область, Горьковский край, РСФСР, СССР — 5 декабря 1993, Йошкар-Ола, Марий Эл, Россия) — советский и российский строитель. Главный инженер, начальник специализированного строительного управления № 8 Марстройтреста Министерства строительства РСФСР (1955—1971), управляющий трестами «Маригражданстрой» (1971—1975),  «Марспецстроймеханизация» (1975—1992). Заслуженный строитель РСФСР (1968). Член КПСС.

## Биография
Родился 4 июня 1932 года в дер. Тошнур ныне Сернурского района Марий Эл в крестьянской семье.
В 1953 году окончил Ярославский строительный техникум.
В 1955—1971 годах — мастер, прораб, главный инженер, начальник специализированного строительного управления № 8 Марстройтреста Министерства строительства РСФСР.
В 1971—1975 годах — управляющий трестом «Маригражданстрой», в 1975—1992 годах — управляющий трестом «Марспецстроймеханизация».
В 1959—1967 и 1971—1990 годах, на протяжении 10 созывов, избирался депутатом Йошкар-Олинского городского Совета.
В 1968 году присвоено почётное звание «Заслуженный строитель РСФСР». Награждён орденами Октябрьской Революции, «Знак Почёта», медалями и Почётной грамотой Президиума Верховного Совета Марийской АССР.

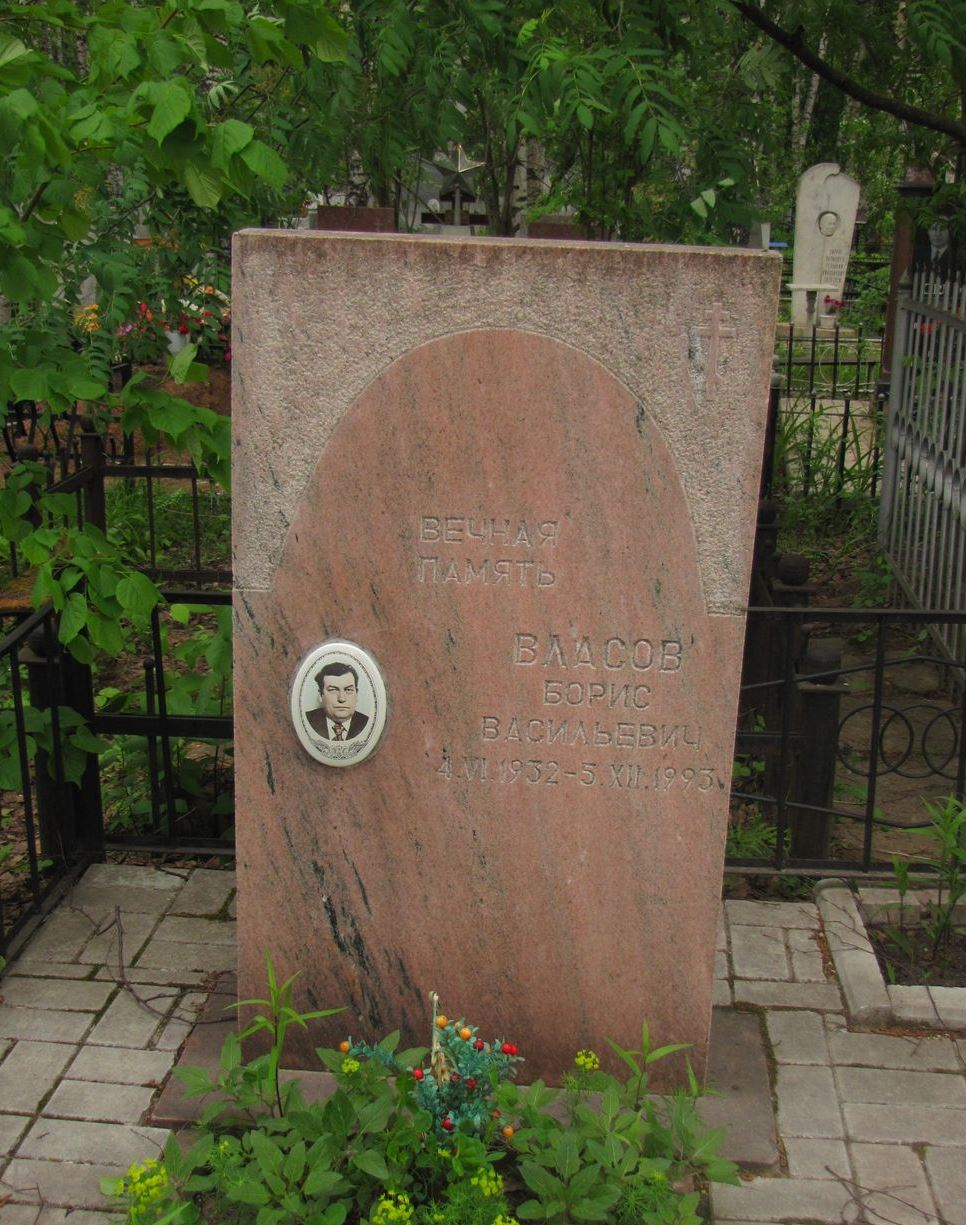
Могила Власова Бориса Васильевича, заслуженного строителя РСФСР, на Туруновском кладбище Йошкар-Олы

Скончался 5 декабря 1993 года в Йошкар-Оле. Похоронен на Туруновском кладбище Йошкар-Олы.  

## Трудовые награды и звания
- Заслуженный строитель РСФСР (26.06.1968)[2][3][5]
- Заслуженный строитель Марийской АССР (1965)[2][3][5]
- Орден Октябрьской Революции[3]
- Орден «Знак Почёта» (1958)[2][3][5]
- Медаль «За доблестный труд. В ознаменование 100-летия со дня рождения Владимира Ильича Ленина»
- Почётная грамота Президиума Верховного Совета Марийской АССР (1982)[2][3][5]